# Lactuca tenerrima
Lactuca tenerrima (лат.) — вид двудольных растений рода Латук (Lactuca) семейства Астровые (Asteraceae). Впервые описан французским ботаником Пьер Андре Пурре в 1788 году.

## Распространение
Известен из Испании (в том числе с Балеарских островов), Гибралтара, Франции, Марокко и Андорры.
Предпочитает сухие, хорошо освещённые места

## Ботаническое описание
Хамефит. Небольшое многолетнее травянистое растение.
Стебель высотой 10—60 см.
Листья линейные, образуют розетку у основания растения.
Цветки язычковые, синего цвета.
Плод — сжатая семянка с желтоватым паппусом.
Цветёт с января по октябрь.
Число хромосом — 2n=18.

## Синонимы
Синонимичные названия:
- Cicerbita tenerrima (Pourr.) Beauverd
- Cicerbita tenerrima var. albiflora (Emb.) Maire
- Cicerbita tenerrima var. glabra Boiss.
- Cicerbita tenerrima var. micrantha Maire
- Cicerbita tenerrima var. scabra Boiss.
- Lactuca segusiana Balb.
- Lactuca tenerrima var. albiflora Emb.
- Wiestia tenerrima (Pourr.) Sch.Bip.